# Louise Posse
Juliana Louise Posse, född von Platen den 4 november 1806 i Vänersnäs, död den 22 december 1893 i Stockholm, var en svensk grevinna och överhovmästarinna. 

## Biografi
Louise Posse föddes 1806 som dotter till greve Baltzar Bogislaus von Platen och dennes hustru Hedvig Elisabet Ekman. Hon var vidare syster till Baltzar von Platen (1804–1875) och Philip Peter Bogislaus von Platen. 
Hon gifte sig 4 juni 1825 med Arvid Mauritz Posse i Linköpings domkyrka och tillsammans fick de två barn, dottern Charlotta Elisabet (1826–1908) och sonen Arvid Baltzar Filip (1828–1836). Efter mannens död 1850 utnämndes hon till överhovmästarinna hos dåvarande kronprinsessan, sedermera drottning Lovisa.
Louise Posse ligger begravd i Motala i den von Platenska graven.